# Ектор Скотта
Ектор Скотта (ісп. Héctor Scotta, нар. 27 вересня 1950) — аргентинський футболіст, що грав на позиції нападника, зокрема за «Сан-Лоренсо», а також національну збірну Аргентини.
Дворазовий чемпіон Аргентини. Переможець Ліги Гаушу. Рекордсмен аргентинської Прімери за кількістю голів за сезон (60).

## Клубна кар'єра
У дорослому футболі дебютував 1969 року виступами за команду «Уніон», в якій провів два сезони, взявши участь у 23 матчах чемпіонату. 
Своєю грою за цю команду привернув увагу представників тренерського штабу клубу «Сан-Лоренсо», до складу якого приєднався 1971 року. Відіграв за цю команду з Буенос-Айреса наступні п'ять сезонів своєї ігрової кар'єри. В сезонах 1972 і 1974 допомагав команді здобувати перемоги у національному чемпіонаті. Однак особисто для нападника найуспішнішим був сезон 1975 року, коли він став найкращим бомбардиром обох частин чемпіонату, Метрополітано і Насьйональ, забивши відповідно 28 і 32 голи, встановивши таким чином рекорд результативності в одному сезоні чемпіонату Аргентини на рівні 60 голів. Цей результат приніс йому не лише титул Футболіста 1975 року в Аргентині, але й статус однієї із зірок медійного простору країни.
Згодом протягом 1976—1977 років грав за «Греміо», з яким виграв Лігу Гаушу, після чого досить успішно грав у Європі за «Севілью» (53 голи у 101 грі).
1979 року повернувся на батьківщину, де продовжував грати до кінця 1980-х, спочатку у Прімері, а згодом за команди нижчих ліг країни.

## Виступи за збірну
1971 року дебютував в офіційних матчах у складі національної збірної Аргентини. Протягом кар'єри у національній команді, яка тривала 4 роки, провів у її формі 7 матчів, забивши 5 голів.

## Титули і досягнення

### Командні
- Чемпіон Аргентини (2):

«Сан-Лоренсо»: 1972, 1974
- Переможець Ліги Гаушу (1):

«Греміо»: 1977
- Переможець Панамериканських ігор: 1971

### Особисті
- Футболіст року в Аргентині (1): 1975
- Найкращий бомбардир чемпіонату Аргентини (2): Метрополітано 1975 (28 голів), Насьйональ 1975 (32 голи)
- Рекордсмен чемпіонату Аргентини за кількістю голів за сезон: 60 (сезон 1975)